# Уика
Уика е съвременно неопаганистично (новоезическо) религиозно движение.
| „             | Съвременна паганистка религия с духовни корени в най-древното изразяване на почит към природата. Уика разглежда Божеството, като Богиня и Бог и в този смисъл е политеистична. Освен това тя приема практиката на магията и прераждането като процес. Някои последователи на Уика се идентифицират с думата вещица. | “ |
| Скот Кънингам | |   |

Някои от празниците на Уика са:
- Белтейн – празник на Уика, който се чества на 30 април или на 1 май. Белтейн отбелязва символичния съюз на Богинята и Бога (божествата на традицията Уика). Свързва се с наближаващите летни месеци.
- Имболк – празник на Уика, който се чества на 2 февруари. Имболк бележи първото раздвижване на пролетта и е традиционно време за магически практики.
- Лугнасад – празник на Уика, който се чества на първи август. Той бележи първата жътва и е символичен за оттеглянето на слънчевите енергии.
- Мабон – празник на Уика, който се чества около 21 септември, когато е есенното равноденствие и бележи втората жътва. Есента се превръща в зима. Време за благодарност и размисъл.
- Мидсамър. Лятното слънцестоене (на или около 21 юни), е един от празниците на Уика и идеална нощ за правене на магя. Мидсамър бележи онзи момент от годината, когато слънцето символично се намира в апогея на своята сила.
- Остара – празник на Уика, който се чества по времето на пролетното равноденствие (на или около 21 март), когато се чества началото на пролетта. Огнен празник, на който се чества възраждането на плодородието на Землта и е идеално време за магия.
- Сабат – празник на Уика.
- Самхейн – празник на Уика, който се чества на 31 октомври. Самхеин представя събиране на енергиите преди дългата зима. Древна нощ, в която е подходящо да се прави магия.
- Юл – празник на Уика, които се чества на или около 21 декември. Отбелязва новото раждане на Бога на Слънцето от Богинята. Време на радост и празнуване през мрачните зимни месеци. Юл се провежда по време на зимното слънцестоене.[2]